# Episodi di Stranger Things (terza stagione)
La terza stagione della serie televisiva Stranger Things, distribuita con il titolo Stranger Things 3, composta da otto episodi, è uscita su Netflix è stata interamente pubblicata da Netflix il 4 luglio 2019 in tutti i paesi in cui il servizio è disponibile.
| nº | Titolo originale                                 | Titolo italiano                               | Pubblicazione |
| -- | ------------------------------------------------ | --------------------------------------------- | ------------- |
| 1  | Chapter One: Suzie, Do You Copy?                 | Capitolo uno: Suzie, mi ricevi?               | 4 luglio 2019 |
| 2  | Chapter Two: The Mall Rats                       | Capitolo due: Incubi                          | 4 luglio 2019 |
| 3  | Chapter Three: The Case of the Missing Lifeguard | Capitolo tre: Il caso della bagnina scomparsa | 4 luglio 2019 |
| 4  | Chapter Four: The Sauna Test                     | Capitolo quattro: La sauna                    | 4 luglio 2019 |
| 5  | Chapter Five: The Flayed                         | Capitolo cinque: L'esercito del Mind Flayer   | 4 luglio 2019 |
| 6  | Chapter Six: E Pluribus Unum                     | Capitolo sei: L'arma                          | 4 luglio 2019 |
| 7  | Chapter Seven: The Bite                          | Capitolo sette: Il morso                      | 4 luglio 2019 |
| 8  | Chapter Eight: The Battle of Starcourt           | Capitolo otto: La battaglia di Starcourt      | 4 luglio 2019 |

## Capitolo uno: Suzie, mi ricevi?
- Titolo originale: Chapter One: Suzie, Do You Copy?
- Diretto da: Duffer Brothers
- Scritto da: Duffer Brothers

### Trama
Il 28 giugno 1984, alcuni militari in una base segreta dell'Unione Sovietica, dopo un esperimento fallito, affidano a un gruppo di scienziati il compito di aprire un portale per il Sottosopra, dando loro un anno di tempo. 
Esattamente un anno dopo, nella settimana precedente al 209º anniversario dell’indipendenza americana, a Hawkins, l'apertura del nuovo centro commerciale Starcourt ha causato la chiusura di molti negozi della cittadina, provocando vibranti proteste da parte dei commercianti contro il sindaco Larry Kline. Una notte, dopo un breve blackout, qualcosa sembra materializzarsi in un'acciaieria abbandonata, mentre Will, al cinema assieme a Mike, Lucas e Max, comincia a sentirsi a disagio e a percepire qualcosa che viene dal Sottosopra. Intanto Mike e Undici hanno intrecciato una relazione amorosa e Hopper, preoccupato e geloso, chiede consiglio a Joyce in proposito; l'uomo le propone anche di uscire a cena, ma lei, non avendo ancora superato la morte di Bob, declina l'invito e passa la sera a casa. Nel frattempo, Dustin rientra da un campo estivo e chiede agli amici di aiutarlo ad assemblare sulla collina più alta di Hawkins un apparato radio da lui costruito (denominato "Cerebro") per tenersi in contatto con Suzie, la sua fidanzata conosciuta al campo proveniente dallo Utah. Non riuscendo a contattarla, i suoi amici rientrano a casa, ma proprio in quel momento la radio intercetta un messaggio sovietico in codice. Jonathan e Nancy hanno trovato lavoro presso la sede del giornale locale "The Hawkins Post", ma la ragazza viene poco considerata perché donna e impiegata come tuttofare; la sera riceve una telefonata che segnala uno strano evento e vorrebbe sfruttarlo per farsi notare al giornale. Intanto Hopper cerca di parlare a Undici e Mike, ma il suo temperamento autoritario ha il sopravvento; preso in disparte il ragazzo, lo minaccia verbalmente e gli impone di troncare la relazione o almeno di diminuire la frequenza dei loro incontri. Nel frattempo Billy, che lavora come bagnino alla piscina comunale, fa delle avance a Karen (la madre di Mike e Nancy) e le propone d'incontrarsi la sera in un motel; mentre vi si sta recando in macchina, però, qualcosa colpisce il parabrezza dell'auto e lo porta fuori strada nei pressi dell'acciaieria; sceso dalla macchina per capire che cos'abbia causato l'incidente, Billy viene trascinato da una misteriosa entità dentro l'edificio.

## Capitolo due: Incubi
- Titolo originale: Chapter Two: The Mall Rats
- Diretto da: Duffer Brothers
- Scritto da: Duffer Brothers

### Trama
Billy fugge dall'acciaieria, ma ha una visione nel Sottosopra dove incontra un suo doppio. Mike, diffidato da Hopper, inventa una scusa per non vedere Undici e la ragazza, intuendo una bugia, si confida con Max; le due amiche passano la giornata al centro commerciale, mentre Mike cerca un regalo per Undici sotto consiglio di Lucas e con il povero Will che implora di giocare a D&D. Ragazzi e ragazze finiscono per incontrarsi al centro commerciale, e Undici lascia Mike per averle mentito. Nancy e Jonathan indagano su uno strano topo che sembra rabbioso, catturato dall'anziana signora Driscoll; appena i ragazzi lasciano la casa, il topo esplode, e la massa amorfa organica fuoriuscita fugge strisciando. Joyce, occupata a indagare con l'aiuto del sig. Clarke, il professore di scienze di Will, su uno strano fenomeno di smagnetizzazione di calamite avvenuto sia a casa sua che nel suo negozio si dimentica dell’appuntamento a cena con Hopper. Dustin, con l'aiuto di Steve e della sua collega ed ex-compagna di classe Robin, traduce la comunicazione in russo registrata via radio, ma il messaggio è in codice; Steve si accorge che nella registrazione c'è la musica di una giostra presente anche nel centro commerciale, e ipotizza che il messaggio sia stato trasmesso non dalla Russia ma localmente. Nel frattempo Billy, frastornato da continue visioni di quanto accaduto, rapisce la sua collega bagnina Heather, e la porta all'acciaieria per consegnarla alla misteriosa creatura.

## Capitolo tre: Il caso della bagnina scomparsa
- Titolo originale: Chapter Three: The Case of the Missing Lifeguard
- Diretto da: Shawn Levy
- Scritto da: William Bridges

### Trama
Undici, in compagnia di Max, usa i suoi poteri per spiare Mike e i suoi amici, quindi per gioco fa lo stesso con Billy, vedendolo mentre sente Heather urlare e capendo che qualcosa non va. Le due ragazze s'intrufolano nella stanza di Billy e trovano una sacca e dei vestiti con macchie di sangue che scoprono appartenere alla sua collega Heather, così cercano di rintracciarla. Intanto Nancy espone il caso dei topi in redazione, ma viene derisa dai colleghi. Tornata con Jonathan a casa della signora Driscoll, la trovano mentre mangia del fertilizzante. Will nel frattempo discute con Mike e Lucas perché il gruppo si è rovinato e non si trova più per giocare a Dungeons & Dragons: fugge al fortino, che preso dalla rabbia poi distrugge, inseguito dai suoi amici che vogliono chiedergli scusa, ma improvvisamente percepisce che la creatura del Sottosopra è tornata. Intanto Robin riesce a decodificare il messaggio in russo e insieme a Steve e Dustin assiste a una misteriosa consegna al centro commerciale a degli uomini armati che parlano russo. Joyce va da Hopper per raccontargli del fenomeno di smagnetizzazione, pensando che stiano ancora facendo esperimenti al laboratorio e chiedendogli di accompagnarlo. L'uomo inizialmente rifiuta perché arrabbiato per la sera precedente, ma alla fine viene convinto; i due trovano il laboratorio ormai abbandonato, ma improvvisamente Joyce ha dei ricordi sull’assassinio di Bob e Hopper viene aggredito da un uomo che poi fugge in moto. Nel frattempo Undici e Max rintracciano Heather a casa sua, trovandola pacificamente a cena con i genitori (nonché Tom Holloway, il capo di Jonathan e Nancy, e sua moglie) e Billy, andandosene quindi perplesse. Billy, in realtà posseduto dall'entità del Sottosopra, riconosce Undici come colei che ha sigillato il passaggio mesi prima e subito dopo, con Heather anch’essa posseduta, tramortisce i genitori di lei.

## Capitolo quattro: La sauna
- Titolo originale: Chapter Four: The Sauna Test
- Diretto da: Shawn Levy
- Scritto da: Kate Trefey

### Trama
Billy e Heather portano i genitori di lei all'acciaieria, dove sono anch'essi posseduti. Nancy e Jonathan fanno ricoverare la signora Driscoll, ma vengono licenziati dal direttore del giornale, nonché padre di Heather, visibilmente alterato e diventato probabilmente parte del Mind Flayer. Mike chiama Max e Undici dicendo che c'è un'emergenza: Will sostiene che il Mind Flayer, l'entità del Sottosopra, sia ancora nel loro mondo e le ragazze sospettano quindi di Billy, che mostra gli stessi comportamenti di Will quando fu posseduto. Intanto Hopper si reca dal sindaco Kline e lo costringe ad ammettere di conoscere l'uomo che l'ha aggredito nel laboratorio, avendolo visto uscire dal suo ufficio due giorni prima: egli, dopo essere stato malmenato, rivela che i proprietari dello Starcourt l'hanno corrotto per fare pressioni sugli abitanti e acquistare terreni che sono intorno alla centrale elettrica. Nel frattempo, Dustin, Steve e Robin si avvalgono dell'aiuto di Erica, la sorellina di Lucas, per accedere al magazzino in cui è avvenuta la misteriosa consegna di merce. Riescono a entrare e trovano una strana sostanza verde contenuta in alcune ampolle, ma la stanza si rivela essere un ascensore, che precipita portandoli nei sotterranei. Mentre Nancy fa visita alla signora Driscoll e la vede trasformarsi mostruosamente, Mike e gli altri tendono una trappola a Billy e lo rinchiudono nella sauna per capire se è posseduto dal Mind Flayer, ma egli riesce a liberarsi e, dopo aver lottato, fugge verso l'acciaieria, dove viene curato da Heather mentre numerosi cittadini sono già stati posseduti.

## Capitolo cinque: L'esercito del Mind Flayer
- Titolo originale: Chapter Five: The Flayed
- Diretto da: Uta Briesewitz
- Scritto da: Paul Dichter

### Trama
Hopper e Joyce scoprono che una delle proprietà acquistate dalla Starcourt nasconde un laboratorio al di sotto di una casa. Dopo avere lottato con il misterioso motociclista che aveva aggredito Hopper, fuggono portando con loro il dottor Alexei, soprannominato dal poliziotto “Smirnoff”, uno scienziato che ha contribuito a costruire l'accesso al Sottosopra. Alexei parla solo russo, perciò si recano da Murray Bauman, il cospirazionista locale che può aiutarli con la traduzione, mentre il motociclista segue le loro tracce. Intanto Dustin, Steve, Robin ed Erica si nascondono dai russi che stanno scaricando delle scatole dall'ascensore e li seguono nei cunicoli, arrivando a un laboratorio dove una macchina sta tentando di aprire il portale per il Sottosopra. Nel frattempo, Nancy e Jonathan incontrano i fratelli, Lucas e le ragazze nello scantinato dei Wheeler. Condividendo le informazioni, arrivano alla conclusione che Billy, la signora Driscoll e la famiglia Holloway sono tutti posseduti dal Mind Flayer. Il gruppo si reca quindi in ospedale con l'intenzione di liberare l'anziana e seguirla al nascondiglio del mostro. Tuttavia, arrivati in stanza, Nancy e Jonathan non la trovano ma vengono attaccati dal padre di Heather e Bruce, un altro giornalista; dopo una dura colluttazione con i due, i ragazzi riescono a ucciderli, ma i corpi si trasformano in masse amorfe organiche che, riunitesi, formano un mostro.

## Capitolo sei: L'arma
- Titolo originale: Chapter Six: E Pluribus Unum
- Diretto da: Uta Briesewitz
- Scritto da: Curtis Gwinn

### Trama
Undici salva Nancy e Jonathan dal mostro, scaraventandolo fuori dall'ospedale e facendolo fuggire. Intanto Steve e Robin vengono catturati dai sovietici per permettere a Dustin ed Erica di fuggire. Hopper nel frattempo convince Alexei a rivelare che i sovietici stanno cercando di aprire il portale per il Sottosopra; Hopper allerta il governo grazie ai contatti ricevuti durante gli ultimi eventi, mentre il motociclista minaccia il sindaco per fargli rintracciare Hopper e gli altri. Steve e Robin vengono drogati, quindi interrogati brutalmente e quest'ultima ammette infine che hanno decifrato il codice segreto, ma Dustin ed Erica, dopo avere creato un diversivo, intervengono per salvarli. Nel frattempo, Undici usa i suoi poteri per capire dove si nasconda il Mind Flayer sondando a distanza la mente di Billy. Attraversando i ricordi della sua travagliata vita, iniziando con quello da bambino con la madre al mare californiano fino agli ultimi eventi, Undici scopre che la base del mostro è l'acciaieria; tuttavia, il Mind Flayer (tramite Billy) le dice che ora anche lui sa dove si trovi lei, e che la sua intenzione è di eliminare la ragazza e i suoi amici e poi tutti quanti. D'un tratto, Undici si sveglia in preda al panico, mentre tutte le persone possedute dal Mind Flayer eccetto Billy, lasciando le proprie case o i festeggiamenti cittadini, si recano all'acciaieria, dove anche loro iniziano a sciogliersi in sostanze amorfe che unendosi formano un mostro ancora più grande.

## Capitolo sette: Il morso
- Titolo originale: Chapter Seven: The Bite
- Diretto da: Duffer Brothers
- Scritto da: Duffer Brothers

### Trama
Mentre si tengono gli sfarzosi festeggiamenti del 4 luglio, il Mind Flayer rintraccia e attacca il gruppo ferendo Undici, ma quest'ultima riesce a colpire il mostro per permettere a tutti di scappare e rifugiarsi in un supermercato dove medicano la ferita. Dustin ed Erica riescono a portare in salvo Steve e Robin, ancora drogati, risalendo l'ascensore e rifugiandosi nel cinema dello Starcourt; da lì Dustin riesce a contattare via walkie-talkie Mike e gli altri per avvisarli di quanto accaduto. Intanto Steve ammette di provare dei sentimenti per Robin pensando di essere corrisposto, ma la ragazza gli rivela di essere omosessuale. Nel frattempo Hopper, Joyce, Murray e Alexei tornano a Hawkins, cercando i ragazzi nel luna park per i festeggiamenti del 4 luglio, ma vengono avvistati dal sindaco che allerta gli agenti sovietici. Alexei viene così ucciso e Hopper riesce a seminare gli agenti russi nascondendosi in un labirinto di specchi dopo avere rubato loro una radio, con la quale scopre che i ragazzi sono allo Starcourt. Intanto Dustin, Erica, Steve e Robin vengono raggiunti dagli agenti sovietici, ma Undici sopraggiunge con il resto del gruppo uccidendoli prima che facciano del male ai suoi amici. Improvvisamente però, crolla a terra dolorante poiché la sua ferita alla gamba pulsa in modo anomalo.

## Capitolo otto: La battaglia di Starcourt
- Titolo originale: Chapter Eight: The Battle of Starcourt
- Diretto da: Duffer Brothers
- Scritto da: Duffer Brothers

### Trama
Undici, con l'aiuto di Jonathan, riesce a estrarre il parassita nascosto nella sua gamba, causandole però la perdita dei poteri; i sei ragazzi e le cinque ragazze vengono raggiunti/e da Hopper, Joyce e Murray. Riuniti tutti insieme elaborano un piano: Hopper, Joyce e Murray si dovranno infiltrare nella base sovietica vestendosi come i soldati per distruggere il macchinario che tiene aperto il portale mentre  Steve e Robin porteranno Dustin ed Erica sulla collina più alta di Hawkins per consentirgli di indicare la strada nel laboratorio a Hopper utilizzando il suo apparecchio radio Cerebro e il resto del gruppo andrà a casa di Murray a rifugiarsi. Steve e Robin tornano poi al centro commerciale quando scoprono che gli altri sono stati attaccati dal Mind Flayer. Nel tentativo di sfuggirgli, Undici e gli altri si dividono, ma lei viene catturata da Billy, che tramortisce la sorellastra Max e Mike e la consegna al mostro per farla controllare. Intanto, Hopper e gli altri ottengono le chiavi dell'autodistruzione della macchina grazie all'aiuto di Suzie, contattata via radio da Dustin con cui canta The Never Ending Story, ma prima che possano attivarla vengono attaccati dal motociclista. Mentre Hopper lotta contro di lui riuscendo alla fine a ucciderlo, i fratelli Byers, Lucas e Nancy tengono occupato il mostro usando dei fuochi d'artificio. Undici intanto fa risvegliare Billy descrivendogli il ricordo di sua madre e il ragazzo decide di sacrificarsi per salvarla dal mostro. Nel frattempo Joyce è costretta ad attivare l'autodistruzione della macchina con Hopper ancora vicino a essa, che scompare nel nulla dopo l'attivazione. A seguito dell'esplosione il Mind Flayer muore, l'esercito degli Stati Uniti sopraggiunge mettendo in sicurezza la zona e la faccenda viene insabbiata raccontando di un incendio in cui Hopper è "morto" eroicamente, mentre Billy dà un ultimo saluto a Max e Mike si ricongiunge con Undici. 
Tre mesi dopo, Joyce, Will, Jonathan e Undici salutano gli amici e si trasferiscono in California, con la ragazza che dagli ultimi eventi non riesce ancora a utilizzare i suoi poteri. Nancy e Jonathan si sono tuttavia riconciliati, così come Undici e Mike al quale la ragazza ha risposto che lo ama anche lei come quando lui, nel rifugio di Hopper, aveva detto ai suoi amici di amarla. Intanto, in una base sovietica nella penisola del Kamchatka, due guardie parlano di un prigioniero americano mentre un altro detenuto viene dato in pasto a un Demogorgone.